# Medalha Alexander Agassiz
A Medalha Alexander Agassiz (em inglês:  Alexander Agassiz Medal) é concedida pela Academia Nacional de Ciências dos Estados Unidos por uma contribuição original na ciência da oceanografia. Foi estabelecida por John Murray em memória de seu amigo Alexander Emanuel Agassiz.

## Laureados
Esta é a lista de premiados com esta medalha:
| Ano[A] | Laureado                       | Motivo |
| ------ | ------------------------------ | --- |
| 1913   | Johan Hjort                    | |
| 1918   | Alberto I, Príncipe do Mónaco  | "por suas contribuições originais para a ciência da oceanografia"                                                                                   |
| 1920   | Admiral Charles Dwight Sigsbee | |
| 1924   | Otto S. Pettersson             | |
| 1926   | Vilhelm Bjerknes               | |
| 1927   | Max Carl Wilhelm Weber         | |
| 1928   | Vagn Walfrid Ekman             | |
| 1929   | John Stanley Gardiner          | |
| 1930   | Johannes Schmidt               | |
| 1931   | Henry Bryant Bigelow           | |
| 1932   | Albert Defant                  | |
| 1933   | Bjorn Helland-Hansen           | |
| 1934   | Haaken Hasberg Gran            | |
| 1935   | Martin Knudsen                 | |
| 1935   | T. Wayland Vaughan             | |
| 1937   | Edgar Johnson Allen            | |
| 1938   | Harald Sverdrup                | |
| 1939   | Frank Rattray Lillie           | |
| 1942   | Columbus Iselin II             | |
| 1946   | Joseph Proudman                | |
| 1947   | Felix Andries Vening Meinesz   | |
| 1948   | Thomas Gordon Thompson         | |
| 1951   | Harry A. Marmer                | |
| 1952   | H. W. Harvey                   | |
| 1954   | William Maurice Ewing          | |
| 1955   | Alfred C. Redfield             | |
| 1959   | Martin W. Johnson              | |
| 1960   | Anton Frederik Bruun           | |
| 1962   | George Deacon                  | |
| 1963   | Roger Revelle                  | |
| 1965   | Edward Crisp Bullard           | |
| 1966   | Carl Eckart                    | |
| 1969   | Frederick C. Fuglister         | |
| 1972   | Seiya Uyeda                    | |
| 1973   | John H. Steele                 | |
| 1976   | Walter Munk                    | |
| 1979   | Henry Stommel                  | |
| 1986   | Wallace Smith Broecker         | |
| 1989   | Cesare Emiliani                | |
| 1992   | Joseph L. Reid                 | |
| 1995   | Victor Vacquier                | |
| 1998   | Walter C. Pitman, III          | |
| 2001   | Charles S. Cox                 | |
| 2004   | Klaus Wyrtki                   | |
| 2007   | James R. Ledwell               | |
| 2010   | Sallie Chisholm                | "por estudos pioneiros dos organismos fotosinteticamente dominantes no mar e por integrar seus resultados em um novo entendimento do oceano global" |
| 2013   | David M. Karl                  | |
| 2018   | Dean Roemmich                  | |